# 15295 Tante Riek
15295 Tante Riek este un asteroid din centura principală de asteroizi.

## Descriere
15295 Tante Riek este un asteroid din centura principală de asteroizi. A fost descoperit pe 4 noiembrie 1991 la Kitt Peak National Observatory, în cadrul proiectului Spacewatch. Asteroidul prezintă o orbită caracterizată de o semiaxă mare de 2,35 ua, o excentricitate de 0,06 și o înclinație de 7,6° în raport cu ecliptica.